# Las Flores 3.ª Sección (El Cerro)
Las Flores 3.ª Sección (El Cerro) es una ranchería del municipio de Paraíso ubicado en la subregión de la Chontalpa del estado mexicano de Tabasco.

## Geografía
La localidad se ubica a 7.7 kilómetros (en dirección suroeste) de la localidad de Paraíso, la cabecera y lugar más poblado del municipio. Se sitúa en las coordenadas geográficas 18°25′30″N 93°16′47″O / 18.425000, -93.279722, a una elevación de 7 metros sobre el nivel del mar.

## Demografía
Según el Conteo de Población y Vivienda 2020, efectuado por el Instituto Nacional de Estadística y Geografía, la localidad de Las Flores 3.ª Sección (El Cerro) tiene 1,067 habitantes, de los cuales 548 son del sexo masculino y 519 del sexo femenino. Su tasa de fecundidad es de 1.91 hijos por mujer y tiene 397 viviendas particulares habitadas.
| Gráfica de evolución demográfica de Las Flores 3.ª Sección (El Cerro) entre 1980 y 2020 |
|                                                                                         |
| INEGI.                                                                                  |